# オフヴォーカル
オフヴォーカルは、ヴォーカルのある歌音源に対して、そのヴォーカルパートだけを消した音源である。カラオケ（英: karaoke）、インストルメンタル（英: instrumental）、バッキングトラック（英: backing track）とも呼ぶ。これに対し本来のヴォーカルあり音源をオンヴォーカル（英: on vocal）と呼ぶ。なおこの語は和製英語（off + vocal）である。
単純にヴォーカルを消しただけとは限らず、音量、イコライズ、タイミング調整などが変更されていることも多い。そのため、リミックスの一種としても解釈できる。
厳密に言うと、コーラスパートも消してある音源をインストルメンタル、コーラスパートが含まれている音源をオリジナル・カラオケと呼ぶ。
また、近年は歌う為以外に楽器練習用にドラムパートのみを消したものやギターやベース等楽器単位で消したものを同時に公開されていることもある。楽器練習用に楽器パートをミックスしなかった珍しい物では東儀秀樹がインストカバーしたシングル『There must be an angel』に篳篥パートをミックスしない篳篥練習用の音源が「There must be an angel～Original backing track for HICHIRIKI～」(世界初と銘打たれている。)として、同時発売した同曲にバイオリンで参加した川井郁子盤にはバイオリンパートをミックスしないバイオリン練習用の音源が「There must be an angel～Original backing track for VIOLIN～」として収録されている。
発売当時はカラオケ音源を作っていなかった楽曲もマルチテープがある場合は新たに楽器やコーラスを歌入りのオリジナルに近くミックスしてカラオケ音源を作り、歌入りの収録されたアルバム再発盤にボーナストラックで収録したりして世に出している。

## 用途
「カラオケ」が付く題のとおり、カラオケが主な用途である。ただし、通信カラオケへの移行により、現在通常のカラオケに使われるのはオンライン配信されるMIDI音源であり、CD等の音源が使われるのは、カラオケ店以外におけるカラオケ、自宅での練習など特殊な場面に限られる。他に、各種メディアでの音効用の音源として使用される場合もある。
また、近年はインターネット上で活動する作曲家がバーチャルYouTuberや歌い手が歌うことを目的としたパラデータやマスタリング前のものを公開されることがあり、これらを利用して歌ってみた系動画を投稿する事が流行している。
動画投稿サイトへ投稿する歌の伴奏に使われることもある。しかし、オンヴォーカル音源同様、オフヴォーカル音源も著作権・実演家著作隣接権・原盤権で保護されており、CD音源やダウンロード音源を使った音声を権利者の許諾なくして公開するのは著作権法違反である（著作権については包括契約により許諾されていることが多い）。
12センチCDによるマキシシングルに完全に移行した後の2000年代中頃辺りから、カラオケ需要が他ジャンルよりも高い演歌・歌謡曲の一部CDシングルを中心にオフヴォーカルからキーを半音下げたものも収録されており、8センチCDシングルの時には20分程度の最長収録時間的に不可能であったことから実現できた業である。なお、同じタイトルであってもカセットシングル（これも演歌・歌謡曲が主に流通されている）には収録されていないことの方が多く、半音下げバージョンまで入っているものは少数派に留まっているのが実情である。

## 流通形態
日本においては、1976年にナイアガラ・レーベルから大瀧詠一プロデュースによる布谷文夫のシングル「ナイアガラ音頭」のB面としてオフヴォーカルの「あなたが唄うナイアガラ音頭」が収録されたものがリリースされた。その後、1990年頃から他のレーベルからもオフヴォーカルの入ったシングルCDが現れた（詳細後述）。呼び名は当初は「オリジナル・カラオケ」が多かったが、現在では「instrumental」や「inst.」との表記が主流である。なお「オリジナル・カラオケ」とは、歌手が録音に使用したカラオケ音源を指す用語である。
また、近年はボカロP等がYoutubeの概要欄やニコニコ動画の説明欄にオフボーカル音源のダウンロードURLを掲載している事も多く、歌い手やVtuber、それぞれ楽器を演奏するアーティストに使用されておりOff Vo's等のまとめサイトも存在している。
他にも以下の例がある。
- 「Backing Track」 - 鈴木雅之、 槇原敬之（1997年「素直」以降）やJUDY AND MARY、オーガスタのアーティスト
- 「Less Vocal」 - Defstarのアーティスト、小田和正
- 「Off Vocal」 - ランティスのアーティスト
- 「TV Mix[注釈 4]」 - 中島みゆき、甲斐バンド、globeなど
- 「Instrumental Version」 - カーネーション、Mr.Children（以前）、aiko（以前）
- 「Voiceless Version」 - hyde、L'Arc〜en〜Ciel
  - 「hydeless version」（ヴォーカルのhydeがいないという意味） - L'Arc〜en〜Ciel（途中から）
- 「No Vocal Edition」 - 徳永英明（以前）
- 「Music Track」 - 19、SMAP
- 「お稽古用」 - Jungle Smile
- 「あれ!?ミッチーがいないぞ」 - 及川光博
- 「for SING」 - 少年カミカゼ（「WINDER 〜ボクハココニイル〜」以降）
- 「YUKIいないversion」 - YUKI
- 「TV-STYLE[注釈 4]」 - B'z
- 「Air Vocal」 - BABYMETAL
- 「not sing」 - 安室奈美恵[作品 1]
- 「-one version」 - ワーナー系のアーティスト[注釈 5]（以前）
- 「without ＊＊＊[注釈 6]」 - ビクター（Flying DOGレーベル）所属のアニメ関連アーティスト
- 「歌ぬき」 - KAN[作品 2]
- 「マイナスリードヴォーカル・カラオケ」 - 光GENJI
- 「音を楽しもうVer.」- フレンズ
- 「お歌の練習用」 - KAB.[作品 3]
- 「あんたなんだ次の番は。」 - 藤井隆[作品 4]

2枚組アルバムの2枚目を1枚目収録曲のオフヴォーカルとすることや、accessのように次作シングルに前作1曲目のオフヴォーカルを収録しているという例もある。
シングルの場合、シングルCDに完全に移行した1990年に、旧来のシングルレコードからの伝統により、A面とB面に対応する2曲を含み、それらのオフヴォーカルをあわせて4曲を収録する形が多い。これは、日本以外ではCDのシングルが8cmから12cm（マキシシングル）に移行し、時間的な余裕が大きくなったことにも対応している。ただし、移行する前からもこのような形態になりつつあった。現在では演歌・歌謡曲に限って流通しているシングル・カセットも同じような措置だが、曲順がCDと異なり、それぞれの面の2曲目に同じ曲のオフヴォーカルが入っている。
オフヴォーカルのみを（メディアによっては映像とともに）収録したCD、ビデオCD、LD、コンパクトカセットなどもある。しかし、主に日本国内では業務用であり、業務用ソフトは通信カラオケの普及により近年は少なくなっている。
音楽配信もされる。通常の音楽配信会社以外に通信カラオケ会社も参入している。